# Фосфестрол
Фосфэстрол (МНН) (фирменные наименования Хонван, Дифостилбен, Фосфостилбен, Фостролин, Стилбол, Стилфострол, Вагестрол) также известный как диэтилстильбэстрол дифосфат (DESDP, ДЭСП"), является синтетическим лекарством на базе не стероидных эстрогенов из стильбестроловой группы, который используется в лечении рака простаты. Это пролекарство на основе диэтилстильбэстрола.